# 竹桝和也
竹桝 和也（たけます かずや、1954年 -  ）は、広島県出身の日本の元アマチュア野球選手である。ポジションは投手。苗字は竹舛とも表記されている。

## 来歴・人物
広陵高校では1971年秋季中国大会県予選決勝に進むが、広島商の楠原基と投げ合い2-3で惜敗。翌1972年の第54回全国高等学校野球選手権大会に出場するが、2回戦で高松一高に敗退する。1972年のドラフト会議で広島から7位指名されたが入団を拒否。
亜細亜大学に進学するが、亜大では同郷同期の黒紙義弘がエースに定着。1年下にも矢野隆司、高橋周司といった好投手がおり、東都大学野球リーグではあまり活躍の場はなかった。
卒業後は電電東京に入社するが、ここでも内田正美、森二郎らの控えにとどまる。しかし1981年の都市対抗ではエースとして決勝に進み、高校以来のライバルである東芝の黒紙義弘に2-3で投げ勝ち、チーム初優勝を飾る。同大会では橋戸賞を獲得した。1982年のアマチュア野球世界選手権日本代表にも選ばれた。立川ボーイズの総監督を務める。